# إدي فارنزورث
إدي فارنزورث هو محامي وسياسي أمريكي، ولد في 4 مايو 1961 في غيلبرت في الولايات المتحدة. نشط حزبياً في الحزب الجمهوري. وقد انتخب عضو مجلس نواب أريزونا ‏.